# Chris Green (homme politique)
Pour les articles homonymes, voir Chris Green.
Christopher Patrick James Green (né le 12 août 1973) est un homme politique du Parti conservateur du Royaume-Uni. Il est député de la circonscription de Bolton West de 2015 à 2024. D'août 2019 à octobre 2020, il est secrétaire parlementaire privé au ministère de l'Éducation.

## Jeunesse
Green est né le 12 août 1973 en Irlande du Nord pendant les troubles, tandis que son père sert dans l'armée britannique. Il retourne à Liverpool où son père travaille dans la restauration et sa mère est employée de cantine scolaire. Il fréquente l'école à Liverpool avant de terminer un diplôme national supérieur en physique.
Avant d'être élu, Green travaille comme ingénieur dans l'industrie de la spectrométrie de masse pendant 20 ans. Avant de commencer sa carrière d'ingénieur, Green occupe divers emplois temporaires peu rémunérés, notamment en tant que mécanicien automobile, dans une usine de cadres et chez un bookmaker. 

## Carrière politique
Avant de remporter Bolton West, Green s'est présenté à Manchester Withington aux élections générales de 2010, arrivant troisième avec 11,1% des voix.
Aux élections générales de 2015, Green remporte la circonscription de Bolton-Ouest pour les conservateurs avec une majorité de 801 voix, le siège étant occupé par les travaillistes depuis 1997. Aux élections générales de 2017, il augmente sa majorité et sa part des voix.
En 2016, il présente un projet de loi d'initiative parlementaire, Représentation du peuple (preuve d'identité des électeurs), exigeant que les personnes inscrites sur les listes électorales produisent une preuve d'identité dans les bureaux de vote avant de voter pour lutter contre la fraude électorale. La proposition est ensuite incluse dans le manifeste conservateur de 2017.
Au cours de la session parlementaire 2015-2017, Green est élu pour siéger au Comité spécial des sciences et de la technologie. En 2017, il est élu pour siéger au Comité spécial du travail et des pensions.
Lors du référendum de 2016 sur l'UE, il soutient le Brexit.
En janvier 2018, il est nommé secrétaire parlementaire privé (SPP) du ministère des Transports mais démissionne de ce poste le 9 juillet 2018 en raison de la position du gouvernement sur le Brexit.
Le 16 novembre 2018, Green confirme qu'il a soumis une lettre appelant à un vote de défiance à l'égard de la Première ministre Theresa May.
En août 2019, Green est nommé Secrétaire parlementaire privé au ministère de l'Éducation à la suite de l'élection de Boris Johnson comme chef du Parti conservateur et Premier ministre. Son rôle est d'assister les ministres de l'Éducation dans l'élaboration des politiques et d'assurer la liaison entre le ministère et les députés d'arrière-ban ". Il démissionne de ce poste le 13 octobre 2020 en raison de son désaccord avec l'approche du gouvernement concernant les restrictions aux coronavirus.